# Cusanus-Gymnasium (St. Wendel)
Das Cusanus-Gymnasium ist ein Gymnasium in St. Wendel in der Trägerschaft des Landkreises St. Wendel. Es ist nach dem Philosophen Nikolaus von Kues benannt.

## Geschichte
Vorläufer des Gymnasiums waren die 1902 von der Stadt gegründete Höhere Töchterschule, die bis zur Mittleren Reife führte, und das Lehrerseminar, 1911 von der Schulabteilung der preußischen Rheinprovinz für katholische Jungen beziehungsweise junge Männer eingerichtet. Im Jahr 1922 liefen die Höhere Töchterschule und das Lehrerseminar aus; die Regierungskommission des Saargebiets überführte die Bildungseinrichtungen in eine Landesstudienanstalt für katholische Mädchen, die als Vorläuferin des Gymnasiums angesehen wird. Zur Unterbringung externer Schülerinnen wurde die Studienanstalt 1927 um ein Internat, das Hildegardisheim, erweitert. Im folgenden Jahr kam zur Landesstudienanstalt in staatlicher Trägerschaft eine dreijährige Frauenoberschule hinzu, deren Trägerin die Stadt St. Wendel war. Standort war das Schlossschulhaus hinter der evangelischen Kirche. 1931 zog die Schule in das bisherige Gebäude des Gymnasiums in der Gymnasialstraße um. Ab 1937 wurde die Landesstudienanstalt nach und nach in eine achtjährige Oberschule für Mädchen umgewandelt, die bisherige Frauenoberschule bildete die Oberstufe.
Nach dem Ende des Zweiten Weltkriegs wurde der Unterricht im Oktober 1945 als neunjähriges Mädchenrealgymnasium aufgenommen. Ein weiterer Umzug folgte 1965 in die Missionshausstraße, wo ein Neubau errichtet worden war.
Mit der Aufnahme von Jungen wurde 1969 die Koedukation eingeführt. Der Fremdsprachenunterricht wurde erweitert um Englisch neben Französisch als Eingangsfremdsprache. In diesem Jahr wurde auch der Schulverein gegründet.
1970 erhielt die Schule den Namen „Realgymnasium St. Wendel“. Zwei Jahre später wurde zur Vergrößerung der Raumkapazitäten ein Pavillon aufgestellt. Ab 1973 wurde mit einem Unterrichtsversuch Informatik gelehrt.
1974 erhielt die Schule den Namen Nikolaus Cusanus. Eine Schultheatergruppe wurde 1981 gegründet, außerdem eine Schulbigband. Seit 1988 erscheint die Schulzeitung Cusanus-Kurier. 1989 nahm die Schule zum ersten Mal nur Schüler mit der Eingangsfremdsprache Englisch auf. Schrittweise begann neben dem Lateinzweig der Aufbau eines rein neusprachlichen und eines mathematisch-naturwissenschaftlichen Zweiges.
1992 wechselte die Trägerschaft vom Land zum Kreis, die Schule wurde in Cusanus-Gymnasium des Landkreises St. Wendel umbenannt. Als dritte moderne Fremdsprache wurde ab 1993 Spanisch angeboten.
Die 600-Jahr-Feier des Namenspatrons Nikolaus von Kues (Cusanus) beging die Schule im Jahr 2001. Das neue Logo wurde eingeführt und das Internetcafe der Schule eröffnet.
Seit 2012 ist das Cusanus-Gymnasium im Exzellenz-Netzwerk MINT-EC organisiert und gehört damit zu den deutschlandweit besten Schulen im mathematisch-naturwissenschaftlichen Bereich. Schüler und Schülerinnen können für besondere Leistungen das MINT-EC-Zertifikat erhalten.
Im Laufe des Jahres 2022 sollen die Arbeiten an einem neuen Erweiterungsbau abgeschlossen werden. Der Neubau soll Platz für Klassenräume, zwei Musiksäle sowie Aufenthaltsbereiche für den gebundenen Ganztag schaffen.

## Aktivitäten

### Schüleraustausch und Partnerschulen
Das Cusanus-Gymnasium unterhält Schüleraustausch mit dem Collège La Providence (Dieppe, Frankreich), dem Balbriggan Community College (Irland) sowie der Deutschen Schule Istanbul (Türkei).

### Wettbewerbe
Schülerinnen und Schüler des Cusanus-Gymnasiums nehmen jährlich diversen Wettbewerben teil.
Unter anderem:
- Mathematikolympiade
- Bundeswettbewerb Mathematik
- Känguru der Mathematik
- Informatik-Biber
- Bundeswettbewerb Informatik
- Bundeswettbewerb der MNU Physik
- Jugend trainiert für Olympia „Fußball“
- Jugend trainiert für Olympia „Tischtennis“
- Mathematik ohne Grenzen
- Internationale Biologie-Olympiade
- ChemEx-Saar
- Schüler experimentieren/Jugend forscht
- Jugend präsentiert
- Vorlesewettbewerb des deutschen Buchhandels
- Bundeswettbewerb Fremdsprachen
- Internationale JuniorScienceOlympiade

### Arbeitsgemeinschaften
Das Cusanus-Gymnasium bietet Arbeitsgemeinschaften und Workshops an. Dazu gehören der Schulchor und das Vokalensemble, die AG ExperiMINT, die Biologie AG und der Mathezirkel, die AG Geschichte, Misheni Moyo, die Juniortheater-AG, die Theater-AG und die Tanz-AG „Always in Motion“, die Fußball-AG, das Talentförderprogramm DFB und die Volleyball-AG. 2023 wurde die Schülerfirma Cus4you gegründet, die bei der Schülerfirmenmesse im Saarparkcenter Neunkirchen mit einem Preis für das originellste Produkt ausgezeichnet wurde.